# Варденклифски торањ
Варденклифски торањ (1901—1917), познат и као Теслин торањ, био је рана експериментална бежична преносна станица дизајнирана и изграђена од стране Николе Тесле у Њујорку 1901—1902. Тесла је намеравао да преноси поруке, телефонске разговоре и чак факсимилне слике преко Атлантика у Енглеску и на бродове на мору. То је било засновано на његовим теоријама коришћења Земље за вођење сигнала. Његова одлука о повећању капацитета, заједно са његовим идејама о бежичном преносу снаге да би надмашио радио-телеграфски систем Гуљелма Марконија није добила финансијску подршку примарног носиоца пројекта, финансијера Џ. П. Моргана. Додатне инвестиције нису биле доступне, те је пројекат напуштен 1906. године, а никада није постао оперативан.
У покушају покривања Теслиних дугова, кула је срушена и материјал је продат 1917. године, а власништво над некретнинама је преузела банка 1922. године. Током 50 година, Варденклиф је био постројење за производњу фотографског прибора. Многи објекти су изграђени на тој локацији, а земљишна површина имања је смањена до 6,5 хектара. Оригинална зграда од цигле, димензија 29 са 29 м, коју је дизајнирао Станфорд Вајт и даље стоји.
Током 1980-их и 2000-их, хазардни отпад из фотографске ере је очишћен, и локација је продата и очишћена за нови урбани развој. Вођена је успешна кампања за спасавање локације, која је резултирала откупом имовине 2013. године с плановима за изградњу будућег музеја посвећеног Николи Тесли.